# Hannah Montana 2: Rockstar Edition
Hannah Montana 2: Rockstar Edition è una sorta di Versione Inedita del CD della colonna sonora della serie televisiva Hannah Montana, senza nessuna delle canzoni scritte e interpretate da Miley Cyrus. La confezione presenta due dischi: un CD con le canzoni di Hannah Montana ed un DVD con i video musicali della sua seconda serie televisiva.

## Tracce del CD - Hannah Montana 2
1. We Got the Party
2. Nobody's Perfect
3. Make Some Noise
4. Rock Star
5. Old Blue Jeans
6. Life's What You Make It
7. One in a Million
8. Bigger Than Us
9. You and Me
10. True Friend
11. One in a Million (Versione Acustica, ovvero senza strumenti) - Bonus track
12. We Got the Party (featuring The Jonas Brothers) - Bonus track

## Tracce del DVD 2 - Hannah Montana Stagione 2 Music Video DVD
1. Life's What You Make It (Music Video)
2. Old Blue Jeans (Music Video)
3. One in a Million (Music Video)
4. Make Some Noise (Music Video)
5. True Friend (Music Video)
6. Nobody's Perfect (Music Video)
7. Bigger Than Us (Music Video)
8. One in a Million (Versione Acustica)